# Samir Sellimi
Samir Sellimi (Kram, 15 giugno 1970) è un ex calciatore tunisino, di ruolo centrocampista.

## Carriera

### Club
Ha giocato tutta la carriera nel campionato tunisino.

### Nazionale
Con la maglia della Nazionale ha esordito nel 1988 collezionando 50 presenze in sette anni oltre ad una partecipazione alla Coppa d'Africa.